# Lesiopole
Lesiopole (prononciation [lɛɕɔˈpɔlɛ]) est un village de la gmina de Łęki Szlacheckie, du powiat de Piotrków, dans la voïvodie de Łódź, situé dans le centre de la Pologne.
Il se situe à environ 3 kilomètres au nord-ouest de Łęki Szlacheckie (siège de la gmina), 24 kilomètres au sud de Piotrków Trybunalski (siège du powiat) et 69 kilomètres au sud de Łódź (capitale de la voïvodie).

## Administration
De 1975 à 1998, le village était attaché administrativement à l'ancienne voïvodie de Piotrków.

Depuis 1999, il fait partie de la nouvelle voïvodie de Łódź.